# Синамон Лав
Синамон Лав (на английски: Sinnamon Love) е артистичен псевдоним на американската порнографска актриса и модел Камила Роуз (Kamilah Rouse), родена на 31 декември 1973 г. в град Флинт, Мичиган.
Поставена е на 39-о място в класацията на списание „Комплекс“ – „Топ 50 на най-горещите чернокожи порнозвезди за всички времена“, публикувана през септември 2011 г.
През 2010 г. участва в кампания на Коалицията на свободното слово като се снима във видео, насочено срещу интелектуалното пиратство.

## Награди
- 2011: AVN зала на славата
- 2011: CineKink Audience Choice Award: "Bring It" Category – Rough Sex 2
- 2009: Urban X зала на славата